# ROOMER’s SIGHT
ROOMER’ s SIGHT (englisch, zu deutsch wörtlich: Die Sicht des Untermieters) ist eine Kuratorinnen und Vermittlerinnengruppe. ROOMER’s SIGHT war von 2004 bis 2008 in Deutschland und Österreich aktiv. Sie konzipierte und organisierte Kunstausstellungen, Kunstvermittlungsprojekte, Beiträge für Kunstzeitschriften und publizierte eine Ausstellungstheorie. 

## Werdegang
Gegründet wurde ROOMER’s SIGHT im Jahr 2004 in Wien von Jessica Beebone (lebt in Frankfurt/M., D) und Andrea Domesle (lebt im Weinviertel, A und Basel, CH). Beide sind Kuratorinnen, Vermittlerinnen. Sie haben sich bei einer vom DAAD geförderten USA-Exkursion des Seminars für Kunstgeschichte der Albert-Ludwigs-Universität Freiburg 1992 kennen gelernt.

## Stil
ROOMER’ s SIGHT führt kuratorische Experimente durch, die das Ziel haben, neue Ansätze des Ausstellens, Vermittelns und Rezipierens von Gegenwartskunst sowie neue Formen der Zusammenarbeit mit Künstlerinnen und Künstlern zu erproben, den Besuchern ungewöhnliche Zugänge zur Kunst zu erschließen und gleichzeitig institutionelle Präsentations- und Vermittlungsweisen zu hinterfragen. Im Unterschied zu herkömmlichen Ausstellungen stellte ROOMER’s SIGHT die Kunstwerke unmittelbar in den Kontext ihrer zeitgenössischen Interpretation. Das Sammeln von Aussagen zur Kunst und ihre Präsentation sind miteinander gekoppelt und bedingen einander. Als temporäre ‚Untermieter’ entwickelt die Gruppe in situ für den jeweiligen Ort ein eigenes Projekt: ein Hybrid aus theatraler Inszenierung, Performance, empirischer Umfrage, Milieustudie, Ausstellung, wissenschaftlicher Dokumentation, Kunstvermittlung und Reflexion.
Die kuratorischen Experimente von ROOMER’ s SIGHT stehen in der Nachfolge der Institutionskritik. Die Gruppe übertrug Methoden der Performancekunst und die Ästhetik des Performativen der Theaterwissenschaftlerin Erika Fischer-Lichte, Methoden des Avantgardetheaters und des Strassentheaters, auf das Ausstellungsmachen. Die Aktivitäten gehören zu den Anfängen von kuratorischen Ausstellungsexperimenten, die seitens von Kunsthistorikerinnen durchgeführt wurden.

## Publikationen
- ROOMER’s SIGHT: After the Game Is before the Game – Theory and Practice of an Open Exhibition, in: MJ - Manifesta Journal, journal of contemporary curatorship, published by: Moderna galerija Ljubljana, Ljubljana, and International Foundation Manifesta, Amsterdam 2005, No. 6, S. 396–402.[1]
- ROOMER’s SIGHT (Hrsg.): SchauM, 175 Jahre Mannheimer Kunstverein, Mannheim 2008.
- ROOMER’s SIGHT: SchauM – Raumpflege mit Plattenspieler, Spiegelbild und Huhn, in: SchauM, 175 Jahre Mannheimer Kunstverein, 2008, S. 5–11.
- ROOMER’s SIGHT zusammen mit Norbert Bisky, Alice Creischer & Andreas Siekmann, Peter Dreher, Marcel van Eeden, Lukas Einsele, Michael Elmgreen & Ingar Dragset, EVA & ADELE, Thomas Florschuetz, Christine de la Garenne, Sabine Groß, Christian Jankowski, Kuda Begut Sobaki, Pia Lanzinger, Thomas Locher, Werner Reiterer, Nasan Tur, Marijke van Warmerdam, Erwin Wurm, Heimo Zobernig: Farbe, Form, Gewicht, Größe, Struktur, in: I.K.U.D. Zeitschrift für Kunst und Designwissenschaften, hrsg. von Susanne Düchting, Kerstin Plüm, Institut für Kunst- und Designwissenschaften Universität Duisburg-Essen, Duisburg-Essen 2006, S. 83–103.

## Ausstellungen
- 2008 SchauM im Mannheimer Kunstverein[2]
- 2005 Huis Clos in der IG Bildende Kunst Wien[3]

## Vermittlungsprojekte
- 2006 Speaking with an Angel, Kunsthaus Graz
- 2006 Farbe, Form, Größe, Gewicht, Struktur, im Aufsatzband des IKUD, Instituts für Kunst- und Designwissenschaften, Essen